# Basiloppia hexatricha
Basiloppia hexatricha är en kvalsterart som först beskrevs av Balogh och Sandór Mahunka 1975.  Basiloppia hexatricha ingår i släktet Basiloppia och familjen Oppiidae. Inga underarter finns listade.